# Бертело, Люсьен
Люсье́н Бертело́ (фр. Lucien Berthelot; 6 ноября 1903 — 30 октября 1985) — французский филателист, который помог восстановить руководство французскими филателистами после Второй мировой войны.

## Вклад в филателию
В период с 1947 года по 1972 год Люсьен Бертело работал в Международной федерации филателии (ФИП) в качестве президента и вице-президента, помогая ФИП восстанавливаться после последствий Второй мировой войны. Он также занимал пост президента Французской федерации филателистических обществ и был членом Академии филателии.
Л. Бертело оказывал содействие в возобновлении и организации национальных и международных филателистических выставок, а также входил в состав регламентных комиссий и жюри выставок.

## Почетные звания и награды
Бертело был удостоен чести подписать список выдающихся филателистов в 1972 году и был включён в Зал славы Американского филателистического общества в 1986 году.